# 普卢伊尼欧
普卢伊尼欧（法語：Plouigneau，法語發音：[pluiɲo]）是法国菲尼斯泰尔省的一个市镇，位于该省东北部，属于莫尔莱区。2019年，市镇勒蓬图并入普卢伊尼欧。

## 地理
普卢伊尼欧（48°34'3"N, 3°42'5"W）面积64.82 平方千米，位于法国布列塔尼大區菲尼斯泰尔省，该省份为法国最西部的省份，位于布列塔尼半岛西部，北西南三面环大西洋，东临阿摩尔滨海省和莫尔比昂省。
与普卢伊尼欧接壤的市镇（或旧市镇、城区）包括：朗默尔、拉内阿努、特雷梅勒、博措雷勒、加尔朗、莫尔莱、普卢埃加特盖朗、普卢埃加特穆瓦桑、普卢贡旺。
普卢伊尼欧的时区为UTC+01:00、UTC+02:00（夏令时）。

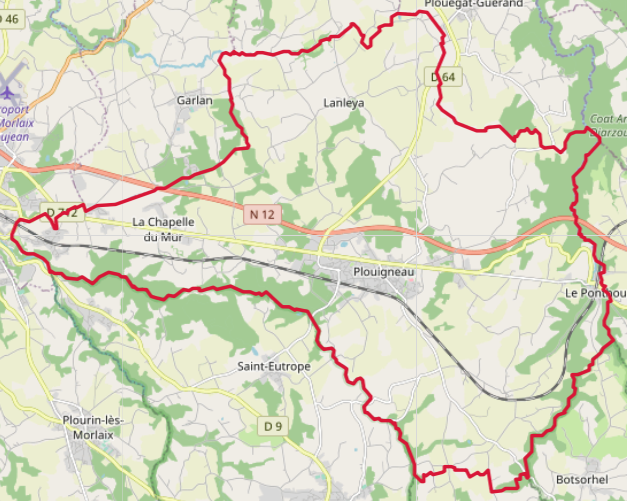
普卢伊尼欧的OSM定位图

## 行政
普卢伊尼欧的邮政编码为29610，INSEE市镇编码为29199。

## 政治
普卢伊尼欧所属的省级选区为普卢伊尼欧县。

## 人口

1962-2008年间普卢伊尼欧人口变化图示

普卢伊尼欧于2022年1月1日时的人口数量为5039人。